# Margahovit
Margahovit är en ort i Armenien.   Den ligger i provinsen Lori, i den norra delen av landet, 60 kilometer norr om huvudstaden Jerevan. Margahovit ligger 1 752 meter över havet och antalet invånare är 3 308.
Terrängen runt Margahovit är bergig åt sydväst, men åt nordost är den kuperad. Margahovit ligger nere i en dal. Runt Margahovit är det ganska tätbefolkat, med 129 invånare per kvadratkilometer.. Närmaste större samhälle är Vanadzor, 17,9 kilometer väster om Margahovit. 
Trakten runt Margahovit består i huvudsak av gräsmarker.